# Farol do Cabo de Santa Maria
O Farol do Cabo de Santa Maria é um farol português situado na Ilha da Culatra, cidade e distrito de Faro, em frente a Olhão no Algarve.
Implantado a cerca de 2.500 metros a ENE do Cabo de Santa Maria e deste separado pela Barra Nova, canal cuja abertura definitiva, no primeiro quartel do século XX, para serviço dos portos de Faro e Olhão, causou a divisão da Ilha do Cabo de Santa Maria em duas partes - Culatra e Barreta.
Trata-se de uma torre branca, tronco-cónica, com esqueleto exterior em betão armado, formado por uma malha cónica de pilares e vigas. Farolim e varandim vermelhos.

## História
O Farol do Cabo de Santa Maria data já de 1851. Este farol foi o primeiro em Portugal a receber um aparelho lenticular de Fresnel de segunda ordem com 700 milímetros de distância focal, que permitia à luz, branca, um alcance de 15 milhas, instalado no alto de uma torre cilíndrica de 35 metros.
Em 1922 a torre foi aumentada 12 metros, passando a medir 47 metros, ano em que o aparelho óptico inicial foi substituído por um de terceira ordem, grande modelo, de rotação, iluminado a um candeeiro de petróleo. Três anos depois, este candeeiro viria a ser substituído pela incandescência do vapor de petróleo. Em 1929, devido à acção dos elementos, diversas oscilações começaram a ser sentidas na torre, o que levou a obras de consolidação que passaram pela implementação de pilares ao longo de toda a altura do farol, no exterior da torre, e cintas de cimento armado.
Em 1949, é electrificado com a instalação de grupos electrogéneos, substituindo-se a incandescência de vapor de petróleo por incandescência eléctrica. Foram também montados painéis adicionais ao aparelho lenticular, dando-lhe a característica de aeromarítimo e instalado um radiofarol. Já em 1995, foi levada a cabo uma obra para a consolidação da torre de grande envergadura, que obrigou ao desmantelamento da lanterna e provisória instalação num andaime. Esta intervenção levou cerca de um ano e em 1997 o farol é automatizado.
Em 2001, o farol aeromarítimo é desinstalado por não mais ter interesse para a navegação.

## Informações
- Acesso: Por barco a partir de Olhão ("Terminal T")
- Aberto ao público: Sim, todas as quartas-feiras das 14H00 às 17H00[3]
- Uso actual: Ajuda activa à navegação